# Mondo/Finito
Mondo/Finito è un 45 giri di Riccardo Fogli pubblicato nel 1976. Raggiunse il #6 posto della Hit Parade di quell'anno. 

## Descrizione
Entrambe le tracce sono estratte dall'album omonimo del cantautore; gli autori di entrambe le canzoni sono Carla Vistarini e Luigi Lopez, gli arrangiamenti sono di Danilo Vaona.
Mondo, lato A del 45 giri, partecipò al Festivalbar, vincendo il Premio Disco Verde.

## Tracce
LATO A
1. Mondo – 2:55 (testo: Carla Vistarini – musica: Luigi Lopez)

LATO B
1. Finito – 2:47 (testo: Carla Vistarini – musica: Luigi Lopez)